# La Chapelle-Gaugain
La Chapelle-Gaugain is een plaats en voormalige gemeente in het Franse departement Sarthe in de regio Pays de la Loire en telt 329 inwoners (2004). De plaats maakt deel uit van het arrondissement La lèche. La Chapelle-Gaugain is op 1 januari 2017 gefuseerd met de gemeenten Lavenay, Poncé-sur-le-Loir en Ruillé-sur-Loir tot de commune nouvelle Loir en Vallée. 

## Geografie
De oppervlakte van La Chapelle-Gaugain bedraagt 10,5 km², de bevolkingsdichtheid is 31,3 inwoners per km².
De onderstaande kaart toont de ligging van La Chapelle-Gaugain met de belangrijkste infrastructuur en aangrenzende gemeenten.

## Demografie
Onderstaande figuur toont het verloop van het inwonertal (bron: INSEE-tellingen).
La Chapelle-Gaugain · Lavenay · Poncé-sur-le-Loir · Ruillé-sur-Loir